# باربارا گوبل
باربارا گوبل (آلمانی: Barbara Göbel؛ زادهٔ ۸ آوریل ۱۹۴۳) شناگر اهل آلمان بود.
وی در مسابقات کشوری و بین‌المللی در مجموع برندهٔ ۱ مدال طلا، ۱ مدال برنز شده‌است.